# Palpita palpifulvata
Palpita palpifulvata là một loài bướm đêm trong họ Crambidae.